# جهاز المخابرات العامة (فلسطين)
جهاز المخابرات العامة الفلسطينية هو أحد الأجهزة الأمنية في دولة فلسطين، وقد أنشئ عقب تأسيس السلطة الوطنية الفلسطينية.

## النشأة
تأسس جهاز المخابرات العامة الفلسطينية عام 1994 بقرار من رئيس السلطة الوطنية الفلسطينية ياسر عرفات.

## مهام الجهاز
- اتخاذ الإجراءات اللازمة لحماية دولة فلسطين عند وجود أعمال تعرض دولة فلسطين للخطر بكافة اشكاله .[3]
- كشف الأخطار الخارجية والتي تمس بالأمن القومي الفلسطيني، كالتجسس والتآمر والتخريب.[4]

## رؤساء الجهاز
- أمين الهندي، 1994 - أبريل 2005.
- أحمد شنيورة والمعروف باسم طارق أبو رجب،  2005 - 2007.
- توفيق الطيراوي، 2007 - 2008.
- محمد منصور، قائم بأعمال، منذ 2008 وحتى 2009.
- ماجد فرج، منذ 19 سبتمبر 2009 - حتى الان.[5]

## شخصيات في الجهاز
- جاد تايه (1950-2006).

## وصلات خارجية
- الموقع الرسمي لجهاز المخابرات العامة الفلسطينية